# Premio Willard Gibbs
El premio Willard Gibbs (del inglés: Willard Gibbs Award), fundado en 1910 por William A. Converse, un antiguo presidente y secretario de la sección de Chicago de la American Chemical Society, tiene como objetivo «reconocer públicamente a eminentes químicos que, a través de años de aplicación y devoción, hayan aportado al mundo desarrollos que permitan a cualquiera vivir más cómodamente y comprender mejor el mundo».
Los ganadores de este premio reciben una medalla de oro de 18 quilates, la Medalla Willard Gibbs (del inglés: Willard Gibbs Medal), nombrada en honor del profesor Josiah Willard Gibbs (1839-1903) de la Universidad de Yale. Gibbs, cuya formulación de la regla de las fases fundó una nueva ciencia, es considerado por muchos como el único científico nacido estadounidense cuyos descubrimientos son tan fundamentales en la naturaleza como los de Newton y Galileo. 
El premio consiste en una medalla de oro de dieciocho quilates que tiene, por un lado, el busto de J. Willard Gibbs, y en el revés, una corona de laurel y una inscripción que lleva el nombre del destinatario. Los medallistas son seleccionados por un jurado nacional de eminentes químicos de diferentes disciplinas. El candidato debe ser un químico que, debido a la preeminencia de su trabajo y su contribución a la química pura o aplicada, se considere digno de un reconocimiento especial.
Concedido anualmente desde hace más de cien años, los distinguidos abarcan tres cuartas partes de un siglo de química. La mayoría de los nombres son familiares para los químicos, independientemente de su especialidad. Esta fama puede ser consecuencia de un reconocimiento posterior, incluyendo, en muchos casos, el Premio Nobel, o la razón puede ser que los libros de texto hayan asociado permanentemente muchos de estos nombres con reacciones o teorías clásicas.
William A. Converse sufragó la entrega de los premios durante algunos años, y luego estableció un fondo para ello en el año 1934 que, posteriormente, ha sido aumentado por la División Dearborn de W. R. Grace & Co. Cuando Betz compró la división Dearborn/Gracia, la Fundación BetzDearborn continuó generosamente la relación histórica entre la Sección y Dearborn. J. Fred Wilkes y su esposa también han contribuido considerablemente al premio. Sin embargo, cuando General Electric compró Betz/Dearborn estas compañías ya no contribuyeron más al Fondo Medalla Willard Gibbs.

## Lista de laureados
- 1911 - Svante August Arrhenius
- 1912 - Theodore William Richards
- 1913 - Leo H. Baekeland
- 1914 - Ira Remsen
- 1915 - Arthur Amos Noyes
- 1916 - Willis R. Whitney
- 1917 - Edward W. Morley
- 1918 - William M. Burton
- 1919 - William A. Noyes
- 1920 - Frederick G. Cottrell
- 1921 - Marie Curie
- 1922 : no dado
- 1923 - Julius Stieglitz
- 1924 - Gilbert N. Lewis
- 1925 - Moses Gomberg
- 1926 - James Colquhoun Irvine
- 1927 - John Jacob Abel
- 1928 - William Draper Harkins
- 1929 - Claude Silbert Hudson
- 1930 - Irving Langmuir
- 1931 - Phoebus A. Levene
- 1932 - Edward Curtis Franklin
- 1933 - Richard Willstatter
- 1934 - Harold Clayton Urey
- 1935 - Charles August Kraus
- 1936 - Roger Adams
- 1937 - Herbert Newby McCoy
- 1938 - Robert R. Williams
- 1939 - Donald Dexter Van Slyke
- 1940 - Vladimir Ipatieff
- 1941 - Edward A. Doisy
- 1942 - Thomas Midgley Jr.
- 1943 - Conrad A. Elvehjem
- 1944 - George O. Curme, Jr.
- 1945 - Frank C. Whitmore
- 1946 - Linus Pauling
- 1947 - Wendell M. Stanley
- 1948 - Carl F. Cori
- 1949 - Peter J. W. Debye
- 1950 - Carl Shipp Marvel
- 1951 - William Francis Giauque
- 1952 - William C. Rose
- 1953 - Joel H. Hildebrand
- 1954 - Elmer K. Bolton
- 1955 - Farrington Daniels
- 1956 - Vincent du Vigneaud
- 1957 - W. Albert Noyes, Jr.
- 1958 - Willard F. Libby
- 1959 - Hermann I. Schlesinger
- 1960 - George B. Kistiakowsky
- 1961 - Louis Plack Hammett
- 1962 - Lars Onsager
- 1963 - Paul D. Bartlett
- 1964 - Izaak M. Kolthoff
- 1965 - Robert S. Mulliken
- 1966 - Glenn T. Seaborg
- 1967 - Robert Burns Woodward
- 1968 - Henry Eyring
- 1969 - Gerhard Herzberg
- 1970 - Frank H. Westheimer
- 1971 - Henry Taube
- 1972 - John T. Edsall
- 1973 - Paul John Flory
- 1974 - Har Gobind Khorana
- 1975 - Herman F. Mark
- 1976 - Kenneth S. Pitzer
- 1977 - Melvin Calvin
- 1978 - William O. Baker
- 1979 - E. Bright Wilson
- 1980 - Frank Albert Cotton
- 1981 - Bert Lester Vallee
- 1982 - Gilbert Stork
- 1983 - John D. Roberts
- 1984 - Elias J. Corey
- 1985 - Donald J. Cram
- 1986 - Jack Halpern
- 1987 - Allen J. Bard
- 1988 - Rudolph A. Marcus
- 1989 - Richard Barry Bernstein
- 1990 - Richard N. Zare
- 1991 - Günther Wilke
- 1992 - Harry B. Gray
- 1993 - Peter B. Dervan
- 1994 - M. Frederick Hawthorne
- 1995 - John Meurig Thomas
- 1996 - Fred Basolo
- 1997 - Carl Djerassi
- 1998 - Mario J. Molina
- 1999 - Lawrence F. Dahl
- 2000 - Nicholas J. Turro
- 2001 - Tobin J. Marks
- 2002 - Ralph Hirschmann
- 2003 - John I. Brauman
- 2004 - Ronald Breslow
- 2005 - David A. Evans
- 2006 - Jacqueline K. Barton
- 2007 - Sylvia T. Ceyer
- 2008 - Carolyn R. Bertozzi
- 2009 - Louis Brus
- 2010 - Maurice Brookhart
- 2011 - Robert G. Bergman
- 2012 - Mark A. Ratner
- 2013 - Charles M. Lieber
- 2014 - John E. Bercaw